# David Trivunić
David Trivunić (* 30. Oktober 2001 in Waiblingen) ist ein deutscher Fußballspieler serbischer Herkunft. Der defensive Mittelfeldspieler steht derzeit beim 1. Göppinger SV unter Vertrag.

## Karriere
Trivunić begann seine Laufbahn in der Jugend der Stuttgarter Kickers und wechselte dann zur U16-Mannschaft des Karlsruher SC. Dort durchlief er die nachfolgenden U17- und U19-Mannschaften, bevor er im Juni 2020 seinen ersten Profivertrag unterschrieb und in der Folge fest dem Zweitligakader angehörte. In der Folge stand er mehrfach im Spieltagskader, kam aber erst am letzten Spieltag der Saison 2020/21 beim 2:1-Auswärtssieg gegen den 1. FC Heidenheim zu seinem Profidebüt, als er von Cheftrainer Christian Eichner kurz vor Spielende für Malik Batmaz eingewechselt wurde. Nach Saisonende schloss er sich im Sommer 2021 dem Oberligisten FC Nöttingen an. Nach drei Jahren dort wechselte Trivunić 2024 zum Regionalliga-Aufsteiger 1. Göppinger SV.